# Malthinus nigerrimus
Malthinus nigerrimus es una especie de coleóptero de la familia Cantharidae.

## Distribución geográfica
Habita en Alicante (España).